# Reinaldo Navia
Reinaldo Marcelino Navia Amador, čilenski nogometaš, * 10. maj 1978, Quillota, Čile.
Sodeloval je na nogometnemu delu poletnih olimpijskih iger leta 2000.